# Rivalité Lendl-McEnroe

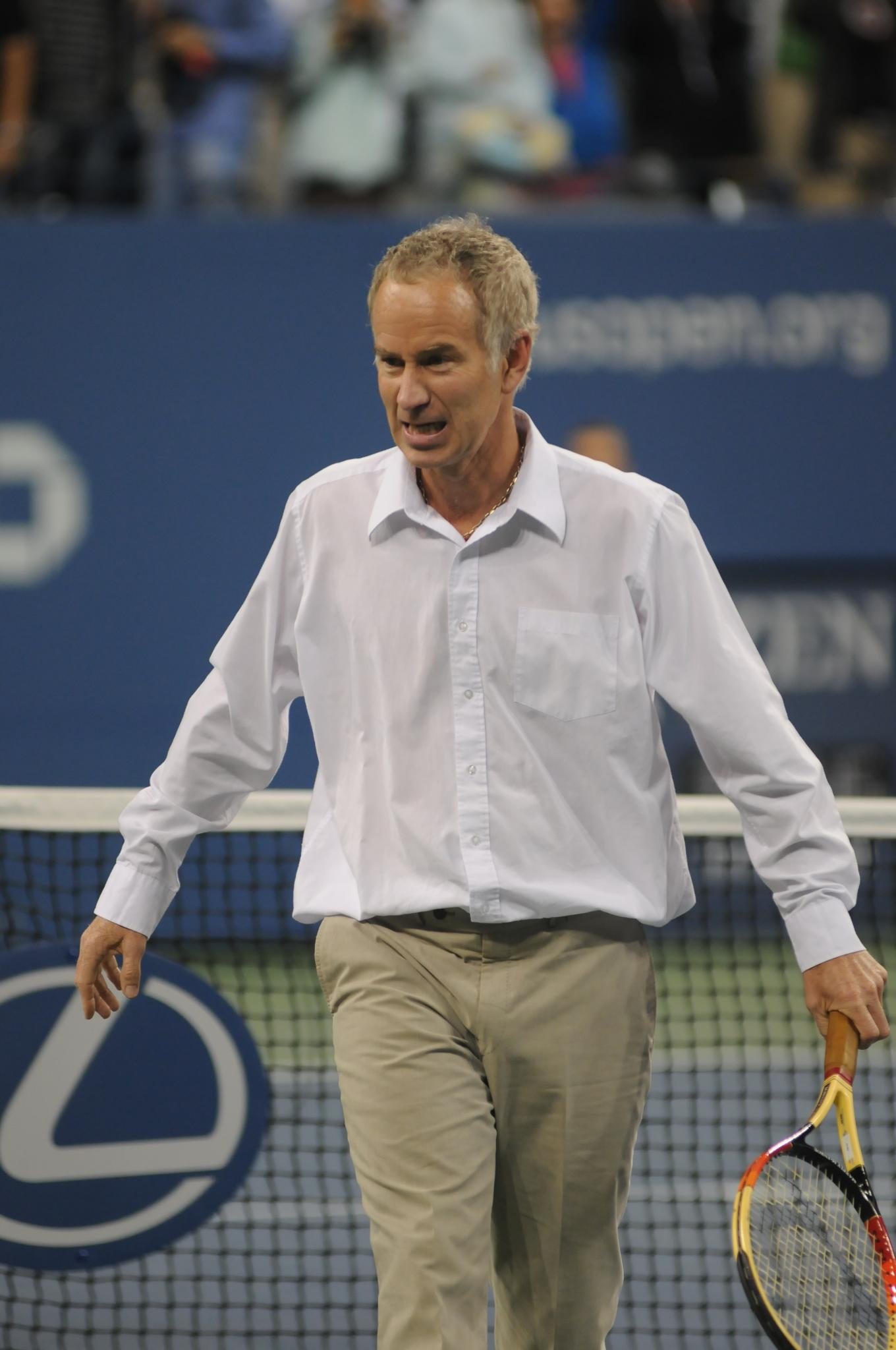
John McEnroe lors de l'US Open 2009.

Le Tchèque Ivan Lendl et l'Américain John McEnroe sont des joueurs de tennis professionnels qui se sont affrontés à 36 reprises pour 21 victoires en faveur de Lendl. On peut ajouter une finale non terminée en 1987 à Stratton Mountain pour cause de pluie 6-7 pour Lendl dans le premier set et 4-1 pour McEnroe dans le deuxième set. Ivan Lendl est devenu citoyen américain le 7 juillet 1992 avant leur dernier affrontement le 24 juillet 1992. Cette rivalité a fait l'objet d'un film de Benjamin Rassat : McEnroe-Lendl. Le Crépuscule des Dieux.

## Rencontres
| Légende      |
| Grand Chelem |
| Masters      |
| Masters 1000 |
| 250 Series   |
| Grand Prix   |
| Par équipes  |

| N° | Vainqueur         | Vaincu             | Drap. | Lieu        | Tournoi                      | Date           | Tour    | Score                            | Surface      | Durée  | /       |
| 36 | Ivan Lendl no 12  | John McEnroe no 18 |       | États-Unis  | Masters de Toronto           | juillet 1992   | Quart   | 2 sets : 6-2, 6-4                | Dur          | 1 h 21 | 21 / 15 |
| 35 | Ivan Lendl no 5   | John McEnroe no 17 |       | États-Unis  | 250 de Long Island           | août 1991      | Demie   | 2 sets : 6-3, 7-5                | Dur          | 2 h 18 | 20 / 15 |
| 34 | Ivan Lendl no 1   | John McEnroe no 10 |       | Royaume-Uni | 250 de Tournoi du Queen's    | juin 1990      | Demie   | 2 sets : 6-2, 6-4                | Gazon        | -      | 19 / 15 |
| 33 | Ivan Lendl no 1   | John McEnroe no 4  |       | Canada      | 250 de Toronto               | février 1990   | Demie   | 2 sets : 6-3, 6-2                | Moquette     | -      | 18 / 15 |
| 32 | Ivan Lendl no 1   | John McEnroe no 4  |       | États-Unis  | Masters à New York           | novembre 1989  | Poule   | 2 sets : 6-3, 6-3                | Moquette     | -      | 17 / 15 |
| 31 | Ivan Lendl no 1   | John McEnroe no 5  |       | Canada      | Tournoi de Montréal          | août 1989      | Finale  | 2 sets : 6-1, 6-3                | Dur          | -      | 16 / 15 |
| 30 | John McEnroe no 6 | Ivan Lendl no 1    |       | États-Unis  | Tournoi de Dallas            | février 1989   | Demie   | 4 sets : 6-7, 7-6, 6-2, 7-5      | Moquette     | -      | 15 / 15 |
| 29 | Ivan Lendl no 2   | John McEnroe no 11 |       | Australie   | G. C. Open d'Australie       | janvier 1989   | Quart   | 3 sets : 7-6, 6-2, 7-6           | Dur          | -      | 15 / 14 |
| 28 | Ivan Lendl no 1   | John McEnroe no 18 |       | France      | G. C. Roland Garros          | mai 1988       | 1/8     | 4 sets : 6-7, 7-6, 6-4, 6-4      | Terre battue | -      | 14 / 14 |
| 27 | Ivan Lendl no 1   | John McEnroe no 9  |       | États-Unis  | G. C. US Open                | août 1987      | Quart   | 3 sets : 6-3, 6-3, 6-4           | Dur          | -      | 13 / 14 |
| 26 | Ivan Lendl no 2   | John McEnroe no 1  |       | États-Unis  | G. C. US Open                | août 1985      | Finale  | 3 sets : 7-6, 6-3, 6-4           | Dur          | -      | 12 / 14 |
| 25 | John McEnroe no 1 | Ivan Lendl no 2    |       | Canada      | Tournoi de Montréal          | août 1985      | Finale  | 2 sets : 7-5, 6-3                | Dur          | -      | 11 / 14 |
| 24 | John McEnroe no 1 | Ivan Lendl no 2    |       | États-Unis  | Tournoi de Stratton Mountain | août 1985      | Finale  | 2 sets 7-6, 6-2                  | Dur          | -      | 11 / 13 |
| 23 | Ivan Lendl no 2   | John McEnroe no 1  |       | Allemagne   | World Team Cup à Düsseldorf  | mai 1985       | Finale  | 3 sets : 6-7, 7-6, 6-3           | Terre battue | -      | 11 / 12 |
| 22 | Ivan Lendl no 2   | John McEnroe no 1  |       | États-Unis  | Tournoi de Forest Hills      | mai 1985       | Finale  | 2 sets : 6-3, 6-3                | Terre battue | -      | 10 / 12 |
| 21 | John McEnroe no 1 | Ivan Lendl no 3    |       | États-Unis  | Masters à New York           | janvier 1985   | Finale  | 3 sets : 7-5, 6-0, 6-4           | Moquette     | -      | 9 / 12  |
| 20 | John McEnroe no 1 | Ivan Lendl no 2    |       | États-Unis  | G. C. US Open                | août 1984      | Finale  | 3 sets : 6-3, 6-4, 6-1           | Dur          | -      | 9 / 11  |
| 19 | Ivan Lendl no 2   | John McEnroe no 1  |       | France      | G. C. Roland-Garros          | mai 1984       | Finale  | 5 sets : 3-6, 2-6, 6-4, 7-5, 7-5 | Terre battue | -      | 9 / 10  |
| 18 | John McEnroe no 1 | Ivan Lendl no 2    |       | Allemagne   | World Team Cup à Düsseldorf  | mai 1984       | Finale  | 2 sets : 6-3, 6-2                | Terre battue | -      | 8 / 10  |
| 17 | John McEnroe no 1 | Ivan Lendl no 2    |       | États-Unis  | Tournoi de Forest Hills      | mai 1984       | Finale  | 2 sets : 6-4, 6-2                | Terre battue | -      | 8 / 9   |
| 16 | John McEnroe no 2 | Ivan Lendl no 1    |       | Belgique    | Tournoi de Bruxelles         | mars 1984      | Finale  | 2 sets : 6-1, 6-3                | Moquette     | -      | 8 / 8   |
| 15 | John McEnroe no 2 | Ivan Lendl no 1    |       | États-Unis  | Tournoi de Philadelphie      | janvier 1984   | Finale  | 4 sets : 6-3, 3-6, 6-3, 7-6      | Moquette     | -      | 8 / 7   |
| 14 | John McEnroe no 2 | Ivan Lendl no 1    |       | États-Unis  | Masters à New York           | janvier 1984   | Finale  | 3 sets : 6-3, 6-4, 6-4           | Moquette     | -      | 8 / 6   |
| 13 | Ivan Lendl no 3   | John McEnroe no 1  |       | États-Unis  | Tournoi de San Francisco     | septembre 1983 | Finale  | 3 sets : 3-6, 7-6, 6-4           | Moquette     | -      | 8 / 5   |
| 12 | John McEnroe no 2 | Ivan Lendl no 3    |       | Royaume-Uni | G. C. Wimbledon              | juin 1983      | Demie   | 3 sets : 7-6, 6-4, 6-4           | Gazon        | -      | 7 / 5   |
| 11 | John McEnroe no 3 | Ivan Lendl no 1    |       | États-Unis  | Tournoi de Dallas            | avril 1983     | Finale  | 5 sets : 6-2, 4-6, 6-3, 6-7, 7-6 | Moquette     | -      | 7 / 4   |
| 10 | John McEnroe no 2 | Ivan Lendl no 3    |       | États-Unis  | Tournoi de Philadelphie      | janvier 1983   | Finale  | 4 sets : 4-6, 7-6, 6-4, 6-3      | Moquette     | -      | 7 / 3   |
| 9  | Ivan Lendl no 3   | John McEnroe no 1  |       | États-Unis  | Masters à New York           | janvier 1983   | Finale  | 3 sets : 6-4, 6-4, 6-2           | Moquette     | -      | 7 / 2   |
| 8  | Ivan Lendl no 2   | John McEnroe no 1  |       | États-Unis  | G. C. US Open                | août 1982      | Demie   | 3 sets : 6-4, 6-4, 7-6           | Dur          | -      | 6 / 2   |
| 7  | Ivan Lendl no 2   | John McEnroe no 1  |       | Canada      | Tournoi de Toronto           | août 1982      | Demie   | 2 sets : 6-4, 6-4                | Dur          | -      | 5 / 2   |
| 6  | Ivan Lendl no 2   | John McEnroe no 1  |       | États-Unis  | Tournoi de Dallas            | avril 1982     | Finale  | 4 sets : 6-2, 3-6, 6-3, 6-3      | Moquette     | -      | 4 / 2   |
| 5  | Ivan Lendl no 2   | John McEnroe no 1  |       | États-Unis  | Masters à New York           | janvier 1982   | Demie   | 2 sets : 6-4, 6-2                | Moquette     | -      | 3 / 2   |
| 4  | Ivan Lendl no 6   | John McEnroe no 1  |       | États-Unis  | Coupe Davis à New York       | juillet 1981   | Match 1 | 3 sets : 6-4, 14-12, 7-5         | Dur          | -      | 2 / 2   |
| 3  | Ivan Lendl no 6   | John McEnroe no 2  |       | France      | G. C. Roland-Garros          | mai 1981       | Quart   | 3 sets : 6-4, 6-4, 7-5           | Terre battue | -      | 1 / 2   |
| 2  | John McEnroe no 2 | Ivan Lendl no 21   |       | États-Unis  | G. C. US Open                | août 1980      | Quart   | 4 sets : 4-6, 6-3, 6-2, 7-5      | Dur          | -      | 0 / 2   |
| 1  | John McEnroe no 2 | Ivan Lendl no 21   |       | Italie      | Tournoi de Milan             | mars 1980      | Demi    | 3 sets : 6-3, 1-6, 6-2           | Moquette     | -      | 0 / 1   |

## Tableau comparatif
| Confrontation                            | Ivan Lendl | John McEnroe | Total |
| ---------------------------------------- | ---------- | ------------ | ----- |
| Sur terre battue                         | 5          | 2            | 7     |
| Sur dur                                  | 9          | 4            | 13    |
| Sur gazon                                | 1          | 1            | 2     |
| Sur moquette                             | 6          | 8            | 14    |
| Surface rapide (Dur/Gazon/Moquette)      | 16         | 13           | 29    |
| En Grand Chelem                          | 7          | 3            | 10    |
| Au Masters                               | 3          | 2            | 5     |
| En Masters 1000                          | 1          | 0            | 1     |
| En finale de Grand Chelem                | 2          | 1            | 3     |
| En finale                                | 8          | 11           | 19    |
| Match en 2 sets gagnants                 | 11         | 6            | 17    |
| Match en 3 sets gagnants                 | 10         | 9            | 19    |
| Victoire en 5 sets                       | 1          | 1            | 2     |
| Victoire en 3 sets (match en 5 sets)     | 7          | 3            | 10    |
| Victoires en 2 sets                      | 9          | 5            | 14    |
| Remonté de 1 set à 0 (match en 3 sets)   | 2          | 0            | 2     |
| Remonté de 2 set à 0 (match en 5 sets)   | 1          | 0            | 1     |
| Victoire en sauvant des balles de matchs | ?          | ?            | ?     |
| Victoires d'affilée                      | 7          | 5            | -     |
| Tie-break remporté                       | 9          | 7            | 16    |
| 6-0 remporté                             | 0          | 1            | 1     |
| En exhibition                            | ?          | ?            | ?     |
| En double                                | ?          | ?            | ?     |
| En 1980                                  | 0          | 2            | 2     |
| En 1981                                  | 2          | 0            | 2     |
| En 1982                                  | 4          | 0            | 4     |
| En 1983                                  | 2          | 3            | 5     |
| En 1984                                  | 1          | 6            | 7     |
| En 1985                                  | 3          | 3            | 6     |
| En 1987                                  | 1          | 0            | 1     |
| En 1988                                  | 1          | 0            | 1     |
| En 1989                                  | 3          | 1            | 4     |
| En 1990                                  | 2          | 0            | 2     |
| En 1991                                  | 1          | 0            | 1     |
| En 1992                                  | 1          | 0            | 1     |
| Aux États-Unis                           | 12         | 10           | 22    |